# Campeonato Africano de Balonmano Masculino de 2012
El XX Campeonato Africano de Balonmano Masculino de 2012 fue el campeonato que sirvió como proceso de calificación para el Mundial de Balonmano de 2013. Se celebró en Salé, Marruecos entre el 11 y el 20 de enero de 2012. El ganador, que se clasificó para los Juegos Olímpicos de 2012 fue Túnez.